# Grammy Awards 2000
Die 42. Grammy-Verleihung fand am 23. Februar 2000 im neu gebauten Staples Center in Los Angeles statt, das seitdem fester Austragungsort dieser Veranstaltung ist, bis sie im Jahr 2018 im Madison Square Garden in New York City stattfand.
Großer Gewinner des Abends war Carlos Santana mit Band, der acht Grammys erhielt, was nur Michael Jackson im Jahr 1984 ebenfalls schaffte.
Vergeben wurden insgesamt 98 Grammys in 28 Kategorien und fünf Ehrengrammys für das Lebenswerk.

## Hauptkategorien
Single des Jahres (Record of the Year):
- „Smooth“ von Santana featuring Rob Thomas

Album des Jahres (Album of the Year):
- Supernatural von Santana

Song des Jahres (Song of the Year):
- „Smooth“ von Santana featuring Rob Thomas (Autoren: Itaal Shur, Rob Thomas)

Bester neuer Künstler (Best New Artist):
- Christina Aguilera

## Arbeit hinter dem Mischpult
Produzent des Jahres, ohne klassische Musik (Producer Of The Year, Non-Classical):
- Walter Afanasieff

Produzent des Jahres, klassische Musik (Producer Of The Year, Classical):
- Adam Abeshouse

Beste Abmischung eines Albums, ohne klassische Musik (Best Engineered Album, Non-Classical):
- When I Look In Your Eyes von Diana Krall

Beste Abmischung eines Albums, klassische Musik (Best Engineered Album, Classical):
- Strawinski: Firebird; The Rite Of Spring; Perséphone vom Peninsula Boys Choir, dem San Francisco Girl's Chorus und dem San Francisco Symphony Orchestra & Chor unter der Leitung von Michael Tilson Thomas

Remixer des Jahres, ohne klassische Musik (Remixer Of The Year, Non-Classical):
- Club 69

## Pop
Beste weibliche Gesangsdarbietung – Pop (Best Female Pop Vocal Performance):
- „I Will Remember You“ von Sarah McLachlan

Beste männliche Gesangsdarbietung – Pop (Best Male Pop Vocal Performance):
- „Brand New Day“ von Sting

Beste Darbietung eines Duos oder einer Gruppe mit Gesang – Pop (Best Pop Performance By A Duo Or Group With Vocals):
- „Maria Maria“ von Santana

Beste Zusammenarbeit mit Gesang – Pop (Best Pop Collaboration With Vocals):
- „Smooth“ von Rob Thomas & Santana

Beste Instrumentaldarbietung – Pop (Best Pop Instrumental Performance):
- „El farol“ von Santana

Bestes Popalbum (Best Pop Album):
- Brand New Day von Sting

## Dance
Beste Dance-Aufnahme (Best Dance Recording):
- „Believe“ von Cher

## Traditioneller Pop
Beste Gesangsdarbietung – Traditioneller Pop (Best Traditional Pop Vocal Performance):
- Bennett Sings Ellington – Hot & Cool von Tony Bennett

## Rock
Beste weibliche Gesangsdarbietung – Rock (Best Female Rock Vocal Performance):
- „Sweet Child o’ Mine“ von Sheryl Crow

Beste männliche Gesangsdarbietung – Rock (Best Male Rock Vocal Performance):
- „American Woman“ von Lenny Kravitz

Beste Darbietung eines Duos oder einer Gruppe mit Gesang – Rock (Best Rock Performance By A Duo Or Group With Vocals):
- „Put Your Lights On“ von Everlast & Santana

Beste Hard-Rock-Darbietung (Best Hard Rock Performance):
- „Whiskey in the Jar“ von Metallica

Beste Metal-Darbietung (Best Metal Performance):
- „Iron Man“ von Black Sabbath

Beste Darbietung eines Rockinstrumentals (Best Rock Instrumental Performance):
- „The Calling“ von Eric Clapton & Santana

Bester Rocksong (Best Rock Song):
- „Scar Tissue“ von den Red Hot Chili Peppers (Autoren: Michael Balzary, John Frusciante, Antony Kiedis, Chad Smith)

Bestes Rock-Album (Best Rock Album):
- Supernatural von Santana

## Alternative
Bestes Alternative-Album (Best Alternative Music Album):
- Mutations von Beck

## Rhythm & Blues
Beste weibliche Gesangsdarbietung – R&B (Best Female R&B Vocal Performance):
- „It's Not Right But It's Okay“ von Whitney Houston

Beste männliche Gesangsdarbietung – R&B (Best Male R&B Vocal Performance):
- „Staying Power“ von Barry White

Beste Darbietung eines Duos oder einer Gruppe mit Gesang – Pop (Best R&B Performance By A Duo Or Group With Vocals):
- „No Scrubs“ von TLC

Beste Gesangsdarbietung – Traditioneller R&B (Best Traditional R&B Vocal Performance):
- Staying Power von Barry White

Bester R&B-Song (Best R&B Song):
- „It´s Not Right But It´s Okay“ von Whitney Houston

Bestes R&B-Album (Best R&B Album):
- „My Love Is Your Love“ von Whitney Houston

## Rap
Beste Solodarbietung – Rap (Best Rap Solo Performance):
- „My Name Is“ von Eminem

Beste Darbietung eines Duos oder einer Gruppe – Rap (Best Rap Performance By A Duo Or Group):
- „You Got Me“ von Erykah Badu & The Roots

Bestes Rap-Album (Best Rap Album):
- The Slim Shady LP von Eminem

## Country
Beste weibliche Gesangsdarbietung – Country (Best Female Country Vocal Performance):
- „Man! I Feel Like A Woman!“ von Shania Twain

Beste männliche Gesangsdarbietung – Country (Best Male Country Vocal Performance):
- „Choices“ von George Jones

Beste Countrydarbietung eines Duos oder einer Gruppe (Best Country Performance By A Duo Or Group With Vocal):
- „Ready To Run“ von den Dixie Chicks

Beste Zusammenarbeit mit Gesang – Country (Best Country Collaboration With Vocals):
- „After The Gold Rush“ von Emmylou Harris, Dolly Parton und Linda Ronstadt

Bestes Darbietung eines Countryinstrumentals (Best Country Instrumental Performance):
- „Bob’s Breakdowns“ von Tommy Allsup, Asleep At The Wheel, Floyd Domino, Larry Franklin, Vince Gill und Steve Wariner

Bester Countrysong (Best Country Song):
- „Come On Over“ von Shania Twain (Autoren: Robert John Lange, Shania Twain)

Bestes Countryalbum (Best Country Album):
- Fly von den Dixie Chicks

Bestes Bluegrass-Album (Best Bluegrass Album):
- Ancient Tones von Ricky Skaggs & Kentucky Thunder

## New Age
Bestes New-Age-Album (Best New Age Album):
- Celtic Solstice von Paul Winter

## Jazz
Bestes Jazz-Instrumentalsolo (Best Jazz Instrumental Solo):
- „In Walked Wayne“ von Wayne Shorter

Beste Jazz-Instrumentaldarbietung, Einzelkünstler oder Gruppe (Best Jazz Instrumental Performance, Individual or Group):
- Like Minds von Gary Burton, Chick Corea, Roy Haynes, Dave Holland und Pat Metheny

Bestes Darbietung eines Jazz-Großensembles (Best Large Jazz Ensemble Performance):
- Serendipity 18 von Bob Florence

Bestes Jazz-Gesangsdarbietung (Best Jazz Vocal Performance):
- When I Look In Your Eyes von Diana Krall

Beste zeitgenössische Jazzdarbietung (Best Contemporary Jazz Performance):
- Inside von David Sanborn

Beste Latin-Jazz-Darbietung (Best Latin Jazz Performance):
- Latin Soul von Poncho Sanchez

## Gospel
Bestes zeitgenössisches / Pop-Gospelalbum (Best Pop / Contemporary Gospel Album):
- Speechless von Steven Curtis Chapman

Bestes Rock-Gospel-Album (Best Rock Gospel Album):
- Pray von Rebecca St. James

Bestes traditionelles Soul-Gospelalbum (Best Traditional Soul Gospel Album):
- Christmas With Shirley Caesar von Shirley Caesar

Bestes zeitgenössisches Soul-Gospelalbum (Best Contemporary Soul Gospel Album):
- Mountain High ... Valley Low von Yolanda Adams

Bestes Southern-, Country- oder Bluegrass-Gospelalbum (Best Southern, Country, or Bluegrass Gospel Album):
- Kennedy Center Homecoming von Bill und Gloria Gaither

Bestes Gospelchor-Album (Best Gospel Choir Or Chorus Album):
- High And Lifted Up vom Brooklyn Tabernacle Choir

## Latin
Beste Latin-Pop-Darbietung (Best Latin Pop Performance):
- Tiempo von Rubén Blades

Beste Latin-Rock-/Alternative-Darbietung (Best Latin Rock / Alternative Performance):
- Resurrection von Chris Perez Band

Beste traditionelles Tropical-Latindarbietung (Best Traditional Tropical Latin Performance):
- Mambo Birdland von Tito Puente

Beste Salsa-Darbietung (Best Salsa Performance):
- Llego .. Van Van – Van Van Is Here von Los Van Van

Beste Merengue-Darbietung (Best Merengue Performance):
- Pintame von Elvis Crespo

Beste Tejano-Darbietung (Best Tejano Performance):
- Por eso te amo von Los Palominos

## Blues
Bestes traditionelles Blues-Album (Best Traditional Blues Album):
- Blues On The Bayou von B. B. King

Bestes zeitgenössisches Blues-Album (Best Contemporary Blues Album):
- Take Your Shoes Off von der Robert Cray Band

## Folk
Bestes traditionelles Folkalbum (Best Traditional Folk Album):
- Press On von June Carter Cash

Bestes zeitgenössisches Folkalbum (Best Contemporary Folk Album):
- Mule Variations von Tom Waits

## Reggae
Bestes Reggae-Album (Best Reggae Album):
- Calling Rastafari von Burning Spear

## Weltmusik
Bestes Weltmusikalbum (Best World Music Album):
- Livro von Caetano Veloso

## Polka
Bestes Polkaalbum (Best Polka Album):
- Polkasonic von der Brave Combo

## Für Kinder
Bestes Musikalbum für Kinder (Best Musical Album For Children):
- The Adventures Of Elmo In Grouchland von verschiedenen Künstlern

Bestes gesprochenes Album für Kinder (Best Spoken Word Album For Children):
- Listen To The Storyteller von Graham Greene, Kate Winslet und Wynton Marsalis

## Sprache
Bestes gesprochenes Album (Best Spoken Word Album):
- The Autobiography Of Martin Luther King, Jr. von LeVar Burton

Bestes gesprochenes Comedyalbum (Bestes Spoken Comedy Album):
- Bigger And Blacker von Chris Rock

## Musical Show
Bestes Musical-Show-Album (Best Musical Show Album):
- Annie Get Your Gun von Bernadette Peters, Tom Wopat und den New-Broadway-Darstellern

## Film / Fernsehen / Medien
Bestes Soundtrackalbum (Best Soundtrack Album):
- Tarzan-Soundtrack von Mark Mancina und Phil Collins

## Komposition / Arrangement
Beste Instrumentalkomposition (Best Instrumental Composition):
- „Joyful Noise Suite“ von Don Sebesky

Bestes Instrumentalarrangement (Best Instrumental Arrangement):
- „Chelsea Bridge“ von Don Sebesky

Bestes Instrumentalarrangement mit Gesangsbegleitung (Best Instrumental Arrangement Accompanying Vocalist(s)):
- „Lonely Town“ vom Charlie Haden Quartet West featuring Shirley Horn (Arrangeur: Alan Broadbent)

Bester Song geschrieben für Film, Fernsehen oder visuelle Medien (Best Song Written For Motion Picture, Television Or Other Visual Media):
- „Beautiful Stranger“ von Madonna (Autoren: Madonna, William Orbit)

Beste Instrumentalkomposition geschrieben für Film, Fernsehen oder visuelle Medien (Best Instrumental Composition Written For Motion Picture, Television Or Other Visual Media):
- A Bug's Life von Randy Newman

## Packages und Album-Begleittexte
Bestes Aufnahme-Paket (Best Recording Package):
- Ride With Bob von Asleep At The Wheel

Bestes Aufnahme-Paket als Box (Best Boxed Recording Package):
- Miles Davis – The Complete Bitches Brew Sessions von Miles Davis

Bester Album-Begleittext (Best Album Notes):
- John Coltrane – The Classic Quartet: Complete Impulse! Studio Recordings von John Coltrane

## Historische Aufnahmen
Bestes historisches Album (Best Historical Album):
- The Duke Ellington Centennial Edition – The Complete RCA Victor Recordings (1927–1973) von Duke Ellington

## Klassische Musik
Bestes Klassik-Album (Best Classical Album):
- Strawinski: Firebird; The Rite Of Spring; Perséphone vom San Francisco Symphony Orchestra & Chor unter der Leitung von Michael Tilson Thomas

Beste Orchesterdarbietung (Best Orchestral Performance):
- Strawinski: Firebird; The Rite Of Spring; Perséphone vom San Francisco Symphony Orchestra & Chor unter der Leitung von Michael Tilson Thomas

Beste Opernaufnahme (Best Opera Recording):
- Strawinski: The Rake’s Progress vom Monteverdi Choir & dem London Symphony Orchestra unter Leitung von John Eliot Gardiner

Beste Chordarbietung (Best Choral Performance):
- Britten: War Requiem vom Maryland Boys Choir, dem Shenandoah Conservatory Chorus und dem Washington Choir

Beste Soloinstrument-Darbietung mit Orchester (Best Instrumental Soloist(s) Performance with Orchestra):
- Prokofjew: Klavierkonzerte Nr. 1 und 3 / Bartok: Klavierkonzert Nr. 3 von Martha Argerich und dem Orchestre Symphonie de Montréal unter Leitung von Charles Dutoit

Beste Soloinstrument-Darbietung ohne Orchester (Best Instrumental Soloist(s) Performance without Orchestra):
- Schostakowitsch: 24 Präludien und Fugen, Op. 87 von Wladimir Aschkenasi

Beste Kammermusik-Darbietung (Best Chamber Music Performance):
- Beethoven: Violinsonaten (Nr. 1-3, Op. 12; Nr. 1-3, Op. 30; Frühlingssonate) von Anne-Sophie Mutter & Lambert Orkis

Beste Darbietung eines Kleinensembles (Best Small Ensemble Performance):
- Colors Of Love – Works Of Thomas, Stucky, Tavener & Rands von Chanticleer unter Leitung von Joseph Jennings

Beste klassische Gesangsdarbietung (Best Classical Vocal Performance):
- Mahler: Des Knaben Wunderhorn von Anne Sofie von Otter, Thomas Quasthoff und den Berliner Philharmonikern unter Leitung von Claudio Abbado

Beste zeitgenössische klassische Komposition (Best Classical Contemporary Composition):
- Répons vom L'Ensemble intercontemporain (Komponist: Pierre Boulez)

Bestes klassisches Crossover-Album (Best Classical Crossover Album):
- Schickele: Hornsmoke (Klavierkonzert Nr. 2 in F-Dur „Ole“); Brass Calendar; Hornsmoke – A Horse Opera der Chestnut Brass Company & Peter Schickele

## Musikvideo
Bestes Musik-Kurzvideo (Best Short Form Music Video):
- „Freak On A Leash“ von Korn

Bestes Musik-Langvideo (Best Long Form Music Video):
- Band Of Gypsies – Live At Fillmore East von Jimi Hendrix

## Special Merit Awards

### Grammy Lifetime Achievement Award
- Woody Guthrie
- John Lee Hooker
- Mitch Miller
- Willie Nelson
- Harry Belafonte

Trustees Award
- Clive Davis
- Phil Spector